# 삽시도항
삽시도항은 충청남도 보령시 오천면 삽시도리에 위치한 어항이다. 1990년 12월 31일 지방어항으로 지정되었다. 시설관리자는 보령시장이다.

## 어항구역
삽시도항의 어항구역은 다음과 같다.
- 수역: 방파제 기부 기점(X=316,850 Y=142,624)으로부터 정동방향으로 355m, 이 점에서 정북방향으로 410m, 이 점에서 정서방향으로 육지측 기점(X=317,260 Y=142,294)에 연결한 선내의 공유수면
- 육역: 보령시 오천면 삽시도리 4-4, 201-1, 4-8, 4-9, 4-10